# Timm Klose
Timm Klose (Francoforte, 9 maggio 1988) è un ex calciatore tedesco naturalizzato svizzero, di ruolo difensore.

## Carriera

### Club

#### Wolfsburg
Figlio di madre svizzera e padre tedesco di Francoforte, trasferitosi con i suoi genitori a Basilea all'età di cinque anni, il 1º luglio 2013 passa per 6 milioni di euro al Wolfsburg, squadra con cui nelle tre stagioni seguenti gioca con buona regolarità, aggiudicandosi anche una Coppa di Germania e una Supercoppa di Germania.

#### Norwich
Il 18 gennaio 2016 si trasferisce al Norwich per 8.5 milioni di sterline.

### Nazionale
Gioca la sua prima partita con la nazionale svizzera il 10 agosto 2011 in occasione dell'amichevole contro il Liechtenstein.

## Palmarès

### Club

#### Competizioni nazionali
- Coppa di Germania: 1

Wolfsburg: 2014-2015
- Supercoppa di Germania: 1

Wolfsburg: 2015
- Campionato inglese di seconda divisione: 1

Norwich City: 2018-2019

### Individuale
- Inserito nella selezione UEFA dell'Europeo Under-21: 1

Danimarca 2011